# Menetia concinna
Menetia concinna là một loài thằn lằn trong họ Scincidae. Loài này được Sadlier mô tả khoa học đầu tiên năm 1984.

## Hình ảnh

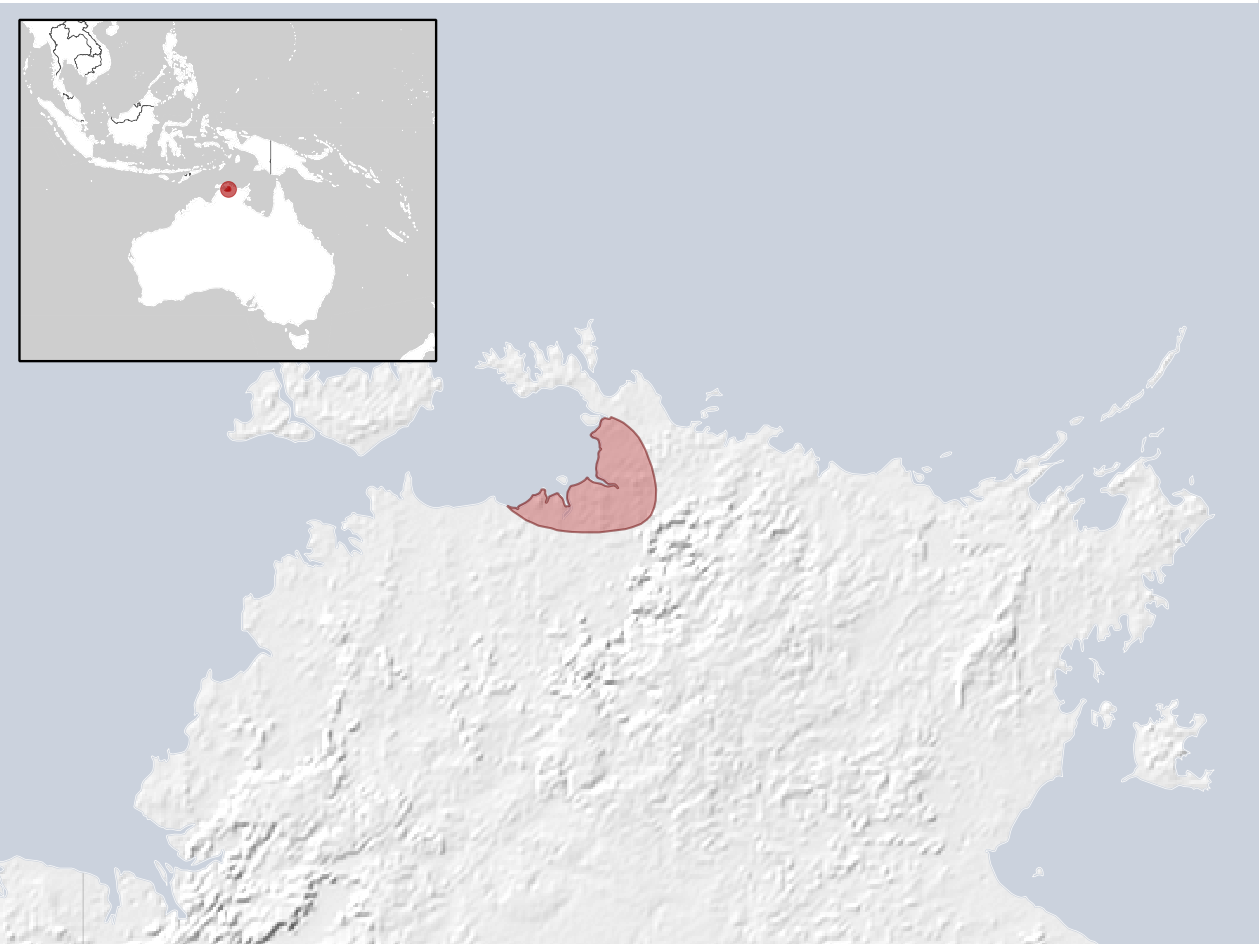